# Капитан судна

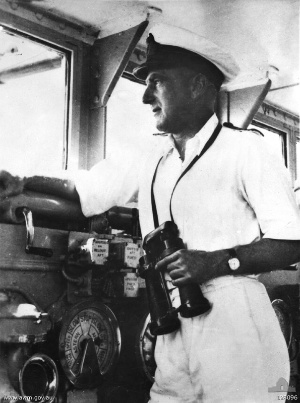
Капитан Джозеф Барнет, 1941

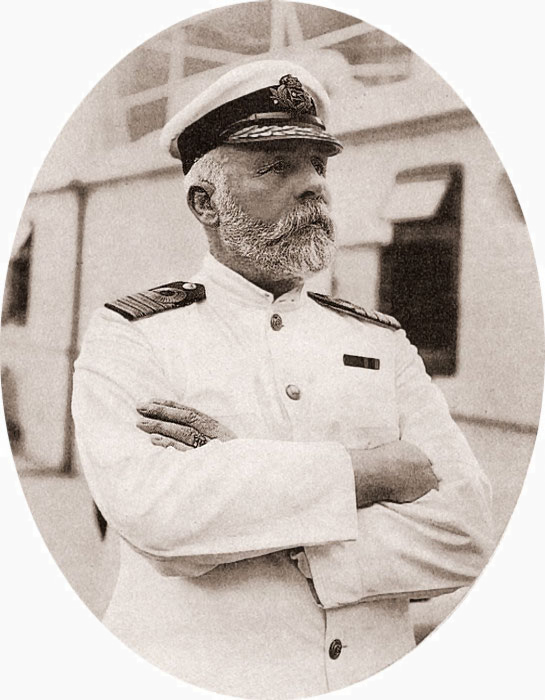
Эдвард Джон Смит, капитан пассажирского лайнера «Титаник»

Капита́н судна — командир корабля или шкипер коммерческого судна, означающий должностное лицо, возглавляющее экипаж гражданского судна и несущее ответственность за его действия; в штатной ситуации необходимым и обязательным считается обладание судоводительским образованием и наличие морского звания капитана (штурмана) — представитель судовладельца и грузовладельцев в отношении долгов и исков, обусловленных нуждами судна, груза и плавания, при отсутствии иных представителей (например, он наделён правом продавать часть груза или судового имущества для покупки в иностранном порту топлива, необходимого для завершения рейса).
В другом источнике указано, что Капита́н м. — командир морского судна, называемый иногда, на купеческом корабле, шкипером. В Русском торговом флоте, с 1902 года, старшим судоводителям (прежде шкиперы) дано звание капитана. На начало XX столетия, в России, по срокам службы и правам командовать пассажирскими или грузовыми, паровыми или парусными судами, дальнего или малого плавания, капитаны торговых судов делились на четыре разряда.

## Описание
Капитан также несёт ответственность за управление судном, в его обязанности входит обеспечение безопасности плавания, поддержание порядка на вверенной его командованию плавучей единице, предотвращение любого вреда людям и грузу. Распоряжения капитана в пределах его полномочий обязательны для исполнения всеми лицами, находящимися на судне; он вправе изолировать любое лицо, чьи действия угрожают безопасности судна и людей, и проводить дознание в случае совершения преступления на борту, контролирует приём и увольнение членов экипажа, применяет меры поощрения и взыскания, выполняет нотариальные функции на корабле (при рождении, смерти, составлении завещания и т. п.), организует аварийно-спасательные работы при получении сигнала бедствия с другого судна, возглавляет борьбу за живучесть судна (своего), а при необходимости оставляет его последним, захватив судовой, машинный и радиотелеграфный журналы, карты рейса, документы и ценности. Капитан судна сохраняет свои права и после гибели судна, вплоть до возвращения экипажа на родину. Принимает все необходимые меры для предотвращения захвата судна врагами в военное время, и пиратами — в мирное. Взаимодействия капитана судна с лоцманами оговариваются особым предписанием. В военно-морской практике полномочия, права и обязанности регламентированы корабельным уставом военно-морского флота.
В дноуглубительном флоте капитан судна называется багермейстер.
В гражданской авиации капитаном называют командира воздушного судна.
Закон предоставляет капитану морского судна очень большие полномочия, вплоть до применения силы, например, для подавления мятежа, или для защиты от нападения пиратов. Во многих случаях лицо, даже старшее по званию или должности, не имеет права отдавать приказы в обход капитана. Другими словами, капитан имеет абсолютное право в принятии решений, связанных с безопасностью судна, груза и экипажа, не ограниченное никакими субординационными обстоятельствами.
Государства флага, которые не попадают под определение удобного флага, требуют, чтобы капитан судна имел гражданство страны, флаг которой несёт судно.
Звание шкипера присутствовало некогда в системе званий резерва флота Великобритании.